# 29345 Ivandanilov
29345 Ivandanilov è un asteroide della fascia principale. Scoperto nel 1995, presenta un'orbita caratterizzata da un semiasse maggiore pari a 2,6580365 UA e da un'eccentricità di 0,1191347, inclinata di 5,84150° rispetto all'eclittica.

## Nome
Intitolato a Ivan Vasil'evich Danilov, famoso musicista suonatore di campane russo.